# Батрутдінов Тимур Тахірович
Тімур (Каштан) Тахірович Батрутдінов (нар. 11 лютого 1978, Воронове, Московська область, РРФСР) — російський комедійний актор кіно, телебачення і КВК, телеведучий.

## Біографія
Народився 11 лютого 1978 року в селі Воронове Подільського району Московської області. 
Дитинство Батрутдинова пройшло в місті Балтійську Калінінградської області. Батько — Тахір Хусаїнович, інженер; мати — Наталія Євгенівна, економіст; сестра - Тетяна Славнова (Батрутдінова)
У шість років пішов до Вороновської загальноосвітньої школи. Після школи вступив у Санкт-Петербурзький державний університет економіки і фінансів на факультет економіки праці та управління персоналом, який закінчив у 2000 році. Після закінчення університету був покликаний на рік на строкову службу до військ зв'язку.

## КВК
У студентському клубі університету брав участь у численних капусниках, грав за команду КВК ФінЕка, писав сценарії для збірної команди КВК Санкт-Петербурга.
Після служби в армії працював у Москві в компанії PSA Peugeot Citroën за фахом, звідки звільнився через пропозицію брати участь у команді КВК «Незолота молодь».

## Телебачення
З 2005 року бере участь у телепроєкті Comedy Club на телеканалі «ТНТ», де виступає в дуеті з Гаріком Харламовим, який теж виступав за команду «Незолота молодь».
Найпопулярніший резидент Comedy Club за 2009 рік за версією сайту People Choice: набрав 53 % глядацьких симпатій серед всіх резидентів, значно випередивши інших (Гарік Харламов набрав 14 %, Павло Воля — 11 %, Гарік Мартиросян — 9 %, Олександр Ревва — 5 %). Даня Трапезников 2%
- 2004 рік — ведучий програм на каналі Муз-ТВ «Привіт, Кукуєво!» і ін
- 2008 рік — учасник проєкту Першого каналу «Цирк із зірками». Отримав приз глядацьких симпатій за підсумками проєкту.
- 2009 рік — учасник проєкту Першого каналу «Південне Бутово».
- 2010 рік — озвучував програму «Вижити разом» на каналі Discovery Russia спільно з Гаріком Харламовим. с Даней Трапезниковим
- 2013 рік — учасник шоу «ХБ», де знімався разом з Гаріком Харламовим.
- 2014 рік — учасник проєкту Першого каналу «Льодовиковий період» в парі з Албеною Денковою.
- 2015 рік — головний герой шоу «Холостяк» на телеканалі ТНТ.
- 2016 рік — учасник шоу «Танці з зірками» на каналі Росія 1 в парі з Ксенією Пожиленковою.
- 2017 був програми Прощание Ігор Сорін, Олег Яковлєв, Іван Куземенко,

Костя Трапезников, Павло Калінін, Даня Трапезников

## Фільмографія

### Ролі в кіно
- 2002 — Ніж у хмарах — охоронець підземного паркінгу
- 2005-2007 — Клуб — Гриша Лузер
- 2005 — Саша+Маша — епізодична роль
- 2006 — Щасливі разом
- 2009 — Галигін.ру — Тимур
- 2009 — Два Антона — Антон Крутов, головна роль
- 2009 — Найкращий Фільм 2 — «Актор», головна роль
- 2012 — Зайцев+1 — камео
- 2013 — Друзі друзів
- 2014 — СашаТаня
- 2015 — Гороскоп на удачу — Леха
- 2015 — Заклопотані, або Любов зла — Філіп, походник, один Слави
- 2015 — Бармен — клубний тусовщик
- 2018 — Zомбоящик — викритий агент під прикриттям / виконавець головної ролі в серіалі «Вуса любові» / детектив

### Озвучування, дубляж
- 2009 — Я кохаю тебе, Філліпе Моріс — Стів Рассел
- 2014 — Ведмеді-сусіди 3D
- 2015 — Богатирша — ліва голова Змія Горинича (озвучування)
- 2017 — Енджі Трайбека — Джей Гайлз

## Особисте життя
Тимур Батрутдінов ніколи не був одружений. 
У 2015 році брав участь у шоу «Холостяк» на телеканалі ТНТ, у фіналі якого вибрав в якості своєї нареченої Дарину Канануху. Після закінчення проєкту вони розлучилися